# Синохара, Эми
Эми Синохара (яп. 篠原 恵美 Синохара Эми, имя при рождении Эмико Синохара (яп. 篠原 恵美子 Синохара Эмико) 8 августа 1963, Нагано — 8 сентября 2024) — японская сэйю и певица, работавшая в компании «81 Produce». Известна по роли Макото Кино (Сейлор Юпитер) в аниме «Сейлор Мун» и Кусины Удзумаки (матери главного героя) в аниме «Наруто». Родилась в префектуре Фукусима, с ранних лет росла в Нагано. Была замужем за актёром токусацу-сериалов Хироси Ватари.

## Биография и карьера
Эмико Синохара родилась в префектуре Фукусима, выросла в городе Уэда префектуры Нагано.
С детства она стремилась выделиться из толпы, в 4 и 5 классах начальной школы вступила в театральный кружок и хор. Со времени обучения в начальной школе Эмико мечтала быть актрисой; после выпуска из старшей школы города Уэда, сочтя, что «пение будет частью обучения актёрскому мастерству», она поступила в Музыкальный колледж Кунитати на отделение музыкального образования. Посещая колледж, она участвовала во внеучебной деятельности и выступала в мюзиклах.
Стремясь к актёрской карьере, Эми откликнулась на объявление о наборе на обучающие курсы по озвучиванию Voice Arts. По приглашению режиссёра озвучания Ясунори Хонды, преподававшего на курсах Voice Arts, Синохара прошла прослушивание и по его итогам дебютировала в озвучивании аниме, сыграв роль Бико «B-ko» Дайтокудзи в Project A-Ko. После этого, поработав в Arts Vision, она стала сотрудницей агентства 81 Produce.
Скончалась 8 сентября 2024 года в возрасте 61 года из-за неназванной болезни, лечение не дало результатов.

## Творчество и личная жизнь
Активно участвовала в озвучивании аниме и дубляже. В аниме-телесериалах обычно играла роли старших сестёр или матерей. Самой известной и продолжительной ролью актрисы стала роль Макото Кино (Сейлор Юпитер) в сериале «Сейлор Мун» 1992—1997 годов, работа над которой заняла 5 лет. Синохара дублировала роль Тоню Хардинг в фильме Breakaway (1996), в котором та снялась после окончания карьеры фигуристки.
У неё та же дата рождения, что и у Рики Фуками, её коллеги по сериалу «Сейлор Мун», в связи с чем проводились мероприятия, посвящённые их совместному празднованию дня рождения, а сами они поздравляли друг друга по телефону.
В 34 серии 27 сезона Super Sentai «Bakuryū Sentai Abaranger», в котором она озвучивала роль динозавра Бакурю Птеранодона, Синохара и ещё три актёра озвучания, помимо озвучки, исполнили игровые роли-камео; таким образом она дебютировала в Super Sentai до своего мужа Хироси Ватари, чьей первой ролью в данной серии стал сезон «GoGo Sentai Boukenger», вышедший три года спустя.
У актрисы было несколько хобби и навыков: пение, игра на пианино, чтение, прослушивание музыки и просмотр фильмов.

## Фильмография

### Аниме
- 1985: Dream Hunter Rem[англ.] — Элизабет
- 1986: Project A-Ko — Бико «B-Ko» Дайтокудзи
- 1988: Vampire Princess Miyu — Кайо
- 1989: Blue Sonnet — Юри Онагара
- 1990: AD Police Files — Ванесса
- 1990: Watashi no Ashinaga Ojisan — Катрин
- 1991: Abashiri Ikka — мадмуазель Хани
- 1991: City Hunter — Эрико Китахара
- 1991: Кибергород Эдо — Реми Масуда
- 1991: The Mischevious Twins — Вера Джонс
- 1991—1992: Kekko Kamen — Кекко Камен
- 1991—1992: Detonator Orgun — Ёко Мицуруги
- 1992-1997: Сейлор Мун — Макото Кино/Сейлор Юпитер
- 1992: Tokyo Babylon — Мирей
- 1992: Bikkuriman — Меха-черепаха
- 1992: Mama wa Shogaku Yonensei — Нацуми Сугита
- 1992: Tenchi Muyo! — Тэннио Масаки
- 1992: Kaze no Naka no Shoujo Kinpatsu no Jeanie — Маргарет
- 1993: Moldiver — Изабель
- 1993: Mobile Suit Victory Gundam — Мария Пия Армония
- 1993: Ninja Scroll — Кагэро
- 1993: The Cockpit — Меленния
- 1993: Please Save My Earth — Мокурэн
- 1994: Metal Fighter Miku — Ёко Сибано
- 1994: Magic Knight Rayearth — Пресея (первый сезон), Сиерра (второй сезон)
- 1994: Otaku no Seiza — Юн
- 1994: Genocyber — Амати
- 1995: Miyuki-chan in Wonderland — Шляпник
- 1996: Teenage Mutant Ninja Turtles: Superman Legend — Эйприл О'Нил
- 1996: X — Араси Кисю
- 1997: Perfect Blue — Эри Отиаи
- 1997: Twilight of the Dark Master — Сидзука Татибана
- 1997: Burn Up Excess — Руби
- 1997—2005: Покемон — Аянэ
- 1997—1999: The Kindaichi Case Files — Каору Якусидзи / Сатоми Занма / Руйко Сакураги
- 1998: Night Walker: Mayonaka no Tantei — Яёй Мацунага
- 1998: Cardcaptor Sakura — Кахо Мидзуки
- 1998: Master Keaton — София
- 1999: Majutsushi Orphen — Азалия
- 1999: Покемон 2000 — компьютер дворца Коллекционера
- Maburaho — Карэй Хирозаки
- 2001: Noir — Марен
- 2001: Kaze no Yojimbo — Санаэ Араки
- 2002: Dragon Drive — Агент L
- 2002: .hack//Liminality — Михо
- 2002: Космический пират капитан Харлок: Бесконечная одиссея — Сидзука Намино
- D: Жажда крови — Шарлотта Элборн
- 2003: The Big O — Ангел
- 2003—2004: Kaleido Star — Мидори Наэгино
- 2004: Submarine 707R
- 2004: Appleseed — Гиллиам
- 2004: Madlax — Люсиль
- 2004: Fafner in the Azure — Тидзуру Томи
- 2004-2009: Maria-sama ga Miteru — Ёко Мидзуно
- 2005: Agatha Christie’s Great Detectives Poirot and Marple — Эма Кракенторп
- 2005: Loveless — Кацуко
- 2005: Full Metal Panic! — Ся Юй Фань
- 2005—2006: Karin — Калера Маркер
- 2006: Nana — Сакагами
- 2006—2007: Tenpouibun Ayakashiayashi — Ойран Урэсино
- 2007: Hayate no gotoku! — Хинагику-но Хахэ
- 2007: Claymore — Офелия
- 2007: Moribito: Guardian of the Spirit — вторая Императрица
- 2007: Shigurui — Ику
- 2008—2009: Linebarrels of Iron — Юрианну Фейтфул
- 2009: Hayate no gotoku!! — Хинагику-но Хахэ
- 2009—2016: Naruto Shippuuden — Кусина Удзумаки
- 2009: Umineko no Naku Koro ni — Нацухи Усиромия
- 2010: Katanagatari — Мигури Ясури
- 2012: Inu × Boku SS — Аямэ Сёкиин
- 2012: Road to Ninja: Naruto the Movie — Кусина Удзумаки
- 2012—2013: Smile PreCure! — Сидзуко Аоки
- 2013—2020: To Aru Kagaku no Railgun — Мисудзу Мисака
- 2013: Makai Ouji: Devils and Realist — Мария Моллинс
- 2014: Detective Conan — Юдзуки Фукуи
- 2017: Little Witch Academia — мать Лотте
- 2017: Fukumenkei Noise — мать Момо Сакаки
- 2017: Cardcaptor Sakura: Clear Card — Кахо Мидзуки
- 2019: Mix: Meisei Story — Цукикагэ Нагиса
- 2020: A Whisker Away — Сатико Хинодэ
- 2020: Violet Evergarden — мать Дейзи
- 2021—2022: Komi Can’t Communicate — Коми Рёко
- 2022: Shikimori’s Not Just a Cutie — Мотоко Идзуми

### Озвучивание персонажей токусацу
- 1997: B-Robo Kabutack[англ.] — Капитан Стик
- 1998: Seijuu Sentai Gingaman[англ.] — Хиэлахиэла (эп. 28)
- 2002: Ninpuu Sentai Hurricaneger[англ.] — Красавица Ниндзя Фурабидзенну (Pretty-Girl Ninja Furabijennu, эп. 30: Идол и дружба)
- 2002-2005: Bakuryuu Sentai Abaranger — Бакурю Птеранодон (озвучивание: сериал, полнометражка, кроссоверы)
- 2004: Tokusou Sentai Dekaranger — Jergonian Sukeela (озвучивание монстра недели)
- 2008: Kamen Rider Kiva: King of the Castle in the Demon World[англ.] — Медуза Легендорга (озвучивание в форме монстра)

### Видеоигры
- 1990: Sol Bianca — Маргарита
- 1992: Romancing SaGa — Барбара
- 1992: Super Schwarzschild 2 — Сала / Хэвил
- 1993: Yumimi Mix — Сакурако Сакурадзаки
- 1994: The Legend of Xanadu — Риалла
- 1994: Bishōjo Senshi Sailor Moon S: Kondo wa Puzzle de Oshiokiyo! — Сейлор Юпитер
- 1994: Alnam no Kiba: Jūzoku Jūnishinto Densetsu — Судзумэ
- 1995: Bishōjo Senshi Sailor Moon S Kurukkurin — Сейлор Юпитер
- 1995: Pretty Soldier Sailor Moon S — Сейлор Юпитер
- 1995: Magic Knight Rayearth — Пресея
- 1995: The Legend of Xanadu II — Иштар
- 1996: Farland Story — Милия
- 1997: Ray Tracers — Кинди Гибсон
- 1997: Zoku Hatsukoi Monogatari: Shūgaku Ryokō — Аяно Сима
- 1997: Power Dolls 2 — Фейс Смоллет
- 1998: Princess Quest — Принц Тапиока
- 1999: Spyro 2: Ripto's Rage! — Фея Зоя
- 1999: Startling Odyssey 1: Blue Revolution — Розетта Уинг
- 1999: Langrisser Millennium — Лютемия Риэль
- 2000: Gensō no Altemis: Actress School Mystery Adventure — Кодзуэ Хацусэ
- 2003: Star Ocean: Till the End of Time — Мираж Коас
- 2004: Tales of Rebirth —  Агарте Линдблум
- 2005: Romancing SaGa: Minstrel Song — Барбара
- 2005: Summon Night Swordcraft Story 3: Stone of Beginnings — Ви
- 2006: Wrestle Angels Survivor — Пантер Рисако / Ройал Ходзё
- 2007: Victorious Boxers: Revolution — Мари Иимура
- 2008: Wrestle Angels Survivor 2 — Пантер Рисако / Ройал Ходзё
- 2010: Solatorobo: Red the Hunter — Мервей Миллион
- 2013: Naruto Shippuden: Ultimate Nijia Storm 3 — Кусина Удзумаки
- 2014: Naruto Shippuden: Ultimate Nijia Storm Revolution — Кусина Удзумаки
- 2016: Naruto Shippuden: Ultimate Ninja Storm 4 — Кусина Удзумаки
- 2016: Star Ocean: Anamnesis — Мираж
- 2023: Naruto x Boruto: Ultimate Ninja Storm Connections — Кусина Удзумаки

## Дискография

### Исполненные песни
- 1991: «Kekkou Kamen no Uta» (яп. けっこう仮面の唄 Кэкко: камэн но ута, «Песня восхитительной маски»), тема титульной героини сериала (музыка: Харуки Исикава; текст: Го Нагаи)

### Альбомы
- 1994: WINDOWS
- 1994: STREET
- 1996: 明日へ
- 1997: Missing piece

### Синглы
- 1994: 美少女戦士セーラームーンR キャラクターソング セーラージュピター 忘れるために恋をしないで (от лица своей героини)
- 1994: 恋する乙女は負けない / 同じ星に生まれた二人だから (совместно с другими сэйю сериала Сейлормун)
- 1994: タキシード・ミラージュ / 愛の戦士 (совместно с другими сэйю сериала Сейлормун)
- 1996: セーラームーン・クリスマス (совместно с другими сэйю сериала Сейлормун)
- 1996: 美少女戦士セーラームーン セーラースターズ キャラクターソング セーラージュピター We believe you (от лица своей героини)

### EP
- 1994: 美少女戦士セーラームーンS BIG BOX (совместно с другими сэйю сериала Сейлормун)

### Саундтреки
- 1995: 美少女戦士セーラームーンSuperS Christmas For You (совместно с другими сэйю сериала Сейлормун)
- 1996: 美少女戦士セーラームーン セーラースターズ Merry Christmas! (совместно с другими сэйю сериала Сейлормун)